# Ķ
K con cedilla (Ķ, minúscula ķ) es la decimoséptima letra del alfabeto letón.
En ISO 9, Ķ es la transliteración latina oficial de la letra cirílica Қ.

## Uso
Indica una consonante oclusiva palatal sorda [c] (similar a la escritura rusa ⟨ть⟩), en contraste con la ⟨Ģ⟩, que representa el sonido de la oclusiva palatal sonora [ɟ]. La letra se encuentra a menudo en palabras de origen extranjero, especialmente en préstamos del siglo XVII y anteriores.

## Codificación digital
En Unicode, la mayúscula Ķ está codificada en U+0136 y la minúscula ķ está codificada en U+0137.
| Carácter      | Ķ                                   | Ķ                                   | ķ                                 | ķ                                 |
| ------------- | ----------------------------------- | ----------------------------------- | --------------------------------- | --------------------------------- |
| Unicode       | LATIN CAPITAL LETTER K WITH CEDILLA | LATIN CAPITAL LETTER K WITH CEDILLA | LATIN SMALL LETTER K WITH CEDILLA | LATIN SMALL LETTER K WITH CEDILLA |
| Codificación  | decimal                             | hex                                 | decimal                           | hex                               |
| Unicode       | 310                                 | U+0136                              | 311                               | U+0137                            |
| UTF-8         | 196 182                             | C4 B6                               | 196 183                           | C4 B7                             |
| Ref. numérica | &#310;                              | &#x136;                             | &#311;                            | &#x137;                           |